# Filadelfiaförsamlingen på Åland
Filadelfiaförsamlingen på Åland (Pingstkyrkan på Åland) är en pingstförsamling i Mariehamn i Åland i Finland. Församlingen grundades den 1934 av 17 personer. Senare församlingen fick ekonomisk hjälp från Filadelfiaförsamlingen, Stockholm och kunde inviga en möteslokal på Västra Esplanadgatan. Den 3 maj 1987 invigdes den nya pingstkyrkan på mycket central plats.
Församlingen har alltsedan 1945 regelbundet utgett församlingsbladet Ålandsfältet. Under 90-talet begärde en grupp medlemmar utträde och bildade en egen församling, Livets källa.

## Föreståndare
- Samuel Gustafsson
- Erik Vesterberg
- Hilding Söderholm
- Bertel Lindstedt
- Jean-Erik Mårtensson
- Emil Dahl
- Håkan Ekholm
- Johnny Holmberg
- Karl-Gustaf Svens
- Per-Inge Andersson